# Osella FA1M-89
Az Osella FA1M-89 egy Formula–1-es versenyautó, melyet az Osella csapat tervezett és versenyeztetett az 1989-es Formula–1 világbajnokságban. Pilótái 1989-ben Nicola Larini és Piercarlo Ghinzani voltak, 1990-ben pedig két verseny erejéig Olivier Grouillard.

## Áttekintés
Az idényben végre teljesen új tervezésű autóval indult az Osella, maguk mögött hagyva az 1984 óta használt, ősrégi alapokon nyugvó kasztnit, és a turbómotorok betiltásával az elavult, nehéz és sokat fogyasztó Alfa Romeo turbómotorokat. Helyettük a többi kiscsapathoz hasonlóan a Ford-Cosworth DFR típusjelzésű motorjait használták, melyeket Heini Mader svájci cége tartott karban. Az Antonio Tomaini tervezte új kasztni lényegesen karcsúbb volt, mint elődei, és ezt is szélcsatornában tesztelték. Az akkoriban elterjedő trend alapján az autó keskeny, magas légbeömlőt kapott, amely hátul lejtős motorborítást kapott - elődei nem rendelkeztek ilyennel. Osella úr megszerezte a Fondmetal támogatását is, így pénzügyileg is jobban állt a csapat. Pirelli abroncsokat használtak, amelyeknek különösen az időmérőkön vették nagy hasznát.
Az idény során az Osella prekvalifikációra kényszerült. Larininek ez a futamok felén nem sikerült, a többi futamon viszont meglehetősen jól teljesített az időmérőkön is. Ennek ellenére egész idényben egyetlen futamot sem tudott befejezni, San Marinóban bár kiesett, de kvalifikálták. A szezonnyitóról kizárták, mert bár a 19. helyre kvalifikált, nem ebbe a pozícióba állt fel a rajtrácson. Ghinzani eredményei még siralmasabbak voltak: ő mindössze három versenyre tudott kvalifikálni, és egyiken sem ért célba.
1990-ben Grouillard vezethette az első két futamon. Mindkettőről kiesett ugyan, de a brazil nagydíjat a nyolcadik helyről kezdhette meg, ami a legelőkelőbb pozíciója volt az Osellának valaha.

## Eredmények
| Év   | Csapat           | Motor             | Gumik | Pilóták            | 1   | 2   | 3   | 4   | 5   | 6   | 7   | 8   | 9   | 10  | 11  | 12  | 13  | 14  | 15  | 16  | Pontok | Helyezés |
| ---- | ---------------- | ----------------- | ----- | ------------------ | --- | --- | --- | --- | --- | --- | --- | --- | --- | --- | --- | --- | --- | --- | --- | --- | ------ | -------- |
| 1989 | Fondmetal Osella | Ford-Cosworth DFR | P     |                    | BRA | SMR | MON | MEX | USA | CAN | FRA | GBR | GER | HUN | BEL | ITA | POR | ESP | JPN | AUS | 0      | -        |
| 1989 | Fondmetal Osella | Ford-Cosworth DFR | P     | Nicola Larini      | KIZ | 12  | NPK | NPK | NPK | KI  | NPK | KI  | NPK | NPK | NPK | KI  | NPK | KI  | KI  | KI  | 0      | -        |
| 1989 | Fondmetal Osella | Ford-Cosworth DFR | P     | Piercarlo Ghinzani | NPK | NPK | NPK | NPK | NPK | NPK | NPK | NPK | NPK | KI  | NPK | NPK | NPK | KI  | NPK | KI  | 0      | -        |
| 1990 | Fondmetal Osella | Ford-Cosworth DFR | P     |                    | BRA | SMR | MON | MEX | CAN | USA | FRA | GBR | GER | HUN | BEL | ITA | POR | ESP | JPN | AUS |        |          |
| 1990 | Fondmetal Osella | Ford-Cosworth DFR | P     | Olivier Grouillard | KI  | KI  |     |     |     |     |     |     |     |     |     |     |     |     |     |     | 0      | -        |

## Forráshivatkozások
1. ↑  Tíz év küzdelem – az Osella-sztori (magyar nyelven). Napi F1 sztori, 2022. január 29. (Hozzáférés: 2025. február 2.)